# Old Crow (Canada)
Old Crow (in lingua gwich’in: Teechik) è una località del Canada, situata nello Yukon.